# Asociační vlákno

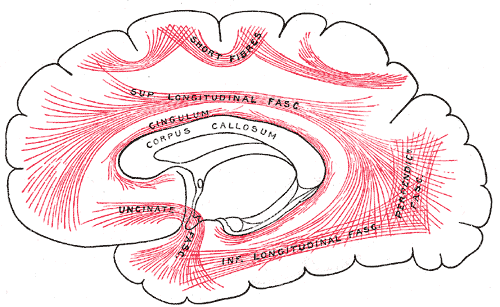
Asociační vlákna

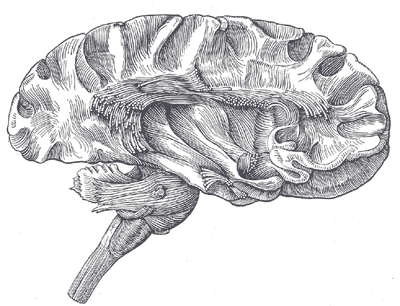
Disekce kortexu

Asociační vlákno je struktura v mozku, která spojuje různé části stejné hemisféry mozku. Rozdělují se na krátká (U vlákna) a dlouhá asociační vlákna (cingulum, fasciculus arcuatus nebo fornix).